# 徐守盛
徐 守盛（じょ しゅせい、シュイ・ショウシュヨン、1953年1月23日 - 2020年12月5日）は、中華人民共和国の官僚、政治家。江蘇省如東県出身。元全国人民代表大会農業と農村委員会副主任委員（次官）。湖南省人民代表大会常務委員会主任、中国共産党湖南省委員会書記、湖南省人民政府省長、甘粛省人民政府省長などを歴任した。

## 経歴
1953年1月23日、江蘇省如東県で生まれる。
1973年4月からは如東県の工作隊員、栟茶区党委副書記、如東県党委副書記、如東県県長、如東県県党委書記などを務める。1991年12月、同省連雲港市に転任し、同市党委副書記、市長を歴任。1996年7月、国務院は宿遷を批准して市を建設し、徐守盛は初の宿遷市党委書記に就任した。同年9月、宿遷市人民代表大会常務委員会主任を兼務。2001年8月、江蘇省党委員会常務委員、農村工作指導小組副組長、貧困扶助業務指導小組組長に就任。
2001年9月、党務に転じて甘粛省に赴任し、甘粛省党委員会常務委員、甘粛省党委員会組織部部長に就任した。2003年1月には甘粛省常務副省長を兼任。2006年10月の人民代表大会常務委員会で陸昊省長の異動にともない省長代理に任じられ、2007年1月には予定通り省長に昇格している。
2010年5月、湖南省党委副書記、省長代理に転じた。湖南省省長は前任の周強氏が9月に湖南省党委書記へ異動した後、空席となっていた。2013年4月、中国共産党湖南省委員会書記に昇格、同時に省長を辞任しました。同年5月31日、湖南省人民代表大会常務委員会主任を兼務。
2016年9月3日、第12期全国人民代表大会で全国人民代表大会農業と農村委員会副主任委員（次官）に選出される。
2020年12月5日、江蘇省南京市にて67歳で死去。